# Parafia Chrystusa Nauczyciela w Ostrowcu Świętokrzyskim
Parafia Chrystusa Nauczyciela w Ostrowcu Świętokrzyskim – parafia rzymskokatolicka znajdująca się w Ostrowcu Świętokrzyskim, w diecezji sandomierskiej w dekanacie Ostrowiec Świętokrzyski.
Parafia erygowana w 1988 z parafii NMP Saletyńskiej w Ostrowcu Świętokrzyskim. Mieści się przy ulicy Spacerowej na osiedlu Kolonia Robotnicza.